# Polly Marinho
Priscilla Marinho do Sacramento, mais conhecida como Polly Marinho (Rio de Janeiro, 7 de janeiro de 1983) é uma atriz e cantora.
Começou a carreira na novela Caminho das Índias, no papel da empregada Sheila, que lhe valeu o prêmio revelação.

## Carreira

### Televisão
| Ano  | Título                     | Personagem                 | Notas                                    |
| ---- | -------------------------- | -------------------------- | ---------------------------------------- |
| 1999 | Malhação                   | Aluna do colégio           | Figuração                                |
| 2009 | Caminho das Índias         | Sheila                     |                                          |
| 2009 | Malhação ID                | Zuleide Borboleta          |                                          |
| 2011 | Lara com Z                 | Ludilene Xavier            |                                          |
| 2011 | Aquele Beijo               | Taluda (Chocotona)         |                                          |
| 2012 | As Brasileiras             | Marluce                    | Episódio: "A Fofoqueira de Porto Alegre" |
| 2014 | Saltibum                   | Participante               | Temporada 1                              |
| 2015 | I Love Paraisopolis        | Omara Silveira             |                                          |
| 2015 | Tomara que Caia            | Marlene                    | Episódio: "Esse Samba é o Bicho!"        |
| 2018 | Orgulho e Paixão           | Tenória Pereira Cavalcante |                                          |
| 2019 | Me Chama de Bruna          | Carmem                     | Temporada 4                              |
| 2022 | A Ponte: The Bridge Brasil | Participante (9º lugar)    | Temporada 1                              |
| 2022 | Eleita                     | Teresa                     |                                          |
| 2024 | Ponto Final                | Marta                      |                                          |
| 2024 | Cilada                     | Amiga de Débora            | Episódio: "10 Anos Depois"               |
| 2024 | A Caverna Encantada        | Sossô Perigosa             | Episódio: "30 de outubro"                |

### Cinema
| Ano  | Título                           | Personagem   | Notas          |
| ---- | -------------------------------- | ------------ | -------------- |
| 2009 | Os Normais 2                     | Emo Hippie   |                |
| 2009 | Quase Todo Dia                   | Polly        | Curta-metragem |
| 2010 | Amor por Acaso                   | Flávia       |                |
| 2012 | Billi Pig                        | Eufrásia     |                |
| 2015 | Linda de Morrer                  | Jaci         |                |
| 2017 | Internet: O Filme                | Barbarinha   |                |
| 2017 | Meus 15 Anos: O Filme            | Kátia        |                |
| 2017 | Duas de Mim                      | Cacau        |                |
| 2017 | A Glória e a Graça               | Enfermeira   |                |
| 2021 | Mundo Novo                       | Keyla        |                |
| 2023 | Desapega!                        | Sylvia       |                |
| 2023 | TPM! Meu Amor                    | Ausônia      |                |
| 2023 | Uma Carta para Papai Noel        | Tata         |                |
| 2024 | De Repente, Miss                 | Jennifer     |                |
| 2024 | Dois É Demais em Orlando         | Maristela    |                |
| 2024 | Top Love: Só e Bem Acompanhado   | Nega Jojô    |                |
| 2024 | Apaixonada                       | Dora         |                |
| 2024 | O Clube das Mulheres de Negócios | Kika         |                |
| 2025 | Confia: Sonhos de Cria           | Ana Carolina |                |

## Prêmios e indicações
| Ano  | Categoria                     | Festival                                          | Trabalho                         | Notas    |
| ---- | ----------------------------- | ------------------------------------------------- | -------------------------------- | -------- |
| 2009 | Atriz Revelação               | Prêmio Qualidade Brasil                           | Caminho das Índias               | Venceu   |
| 2021 | Festival do Rio               | Melhor Atriz Coadjuvante                          | Mundo Novo                       | Indicada |
| 2024 | Festival de Cinema de Gramado | Melhor Elenco Principal (prêmio especial do júri) | O Clube das Mulheres de Negócios | Venceu   |